# Francesco Pesellino
Francesco Pesellino, egentligen Francesco di Stefano Giuochi, född omkring 1422, död 29 juli 1457, var en italiensk konstnär.
Pesellino tog sitt konstnärsnamn av en släkting, målaren Giuliano Pesello. I sitt konstnärskap tog han närmast intryck av Fra Angelico och Fra Filippo Lippi och utförde bilder med klara färger, enkel komposition och betoning av den landskapliga bakgrunden. Särskilt användes han för målning av altarundersatser med framställning av Jesu eller helgonens levnad. Sådana finns bevarade bland annat i Uffizierna, Florens och i Kaiser Friedrich-museet i Berlin. Han målade också som kistprydnader historiska och romantiska bilder, bland annat Petrarcas triumf (Gardnersamlingen, Boston). Pesellino är representerad vid bland annat Nationalmuseum i Stockholm, Victoria and Albert Museum, British Museum, Isabella Stewart Gardner Museum, Staatlichen Museen zu Berlin, Metropolitan museum, National Gallery of Art, Städel Museum och Nelson-Atkins Museum of Art.